# Uromyces primaverilis
Uromyces primaverilis är en svampart som beskrevs av Speg. 1881. Uromyces primaverilis ingår i släktet Uromyces och familjen Pucciniaceae.   Inga underarter finns listade i Catalogue of Life.